# Innokentiy Kozhevnikov

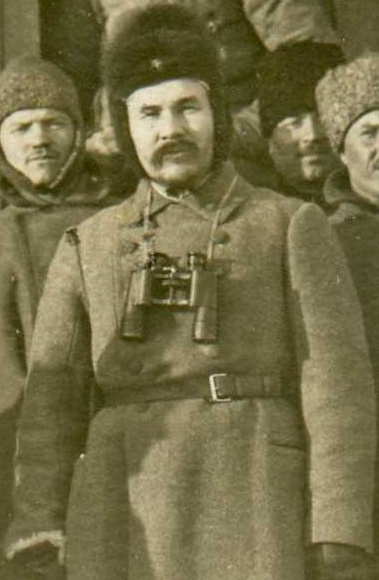
Innokentiy Kozhevnikov en 1918

Innokentiy Serafimovich Kozhevnikov (13 de noviembre de 1879 - 15 de abril de 1931) fue un participante  en la Guerra civil rusa. Fue un miembro del Partido Bolchevique desde 1917 y uno de los organizadores de la guerra de guerrillas en la retaguardia del Ejército Blanco. Se convirtió en comandante del 13.º Ejército Rojo. Fue encarcelado en 1926 y ejecutado en 1931.

## Biografía
Nació en una familia campesina en Bochkarevo, en lo que ahora es el Distrito de Kirensky del Óblast de Irkutsk. Estudió en el Instituto Comercial de Járkov. Desde 1915 hasta 1917,  sirvió como mecánico en la Oficina de Telégrafo de Járkov. Cuando comenzó el estallido de la Revolución de Octubre en 1917, Kozhevnikov se convirtió en un miembro del Partido Comunista y pronto fue nombrado comisario del distrito postal y telegráfico de Járkov. En febrero de 1918,  se convirtió en un comisario extraordinario para cinco distritos postales y telegráficos del sur , y de mayo a septiembre de 1918, Kozhevnikov fue un comisario extraordinario para comunicaciones de toda la República Soviética de Donetsk-Krivoy Rog.
En agosto de 1918, el Consejo Militar Revolucionario decidió enviar un destacamento expedicionario  partisano a la retaguardia de las tropas de la Guardia Blanca en el Frente Oriental. En septiembre de 1918, Kozhevnikov fue elegido para organizar la lucha de guerrilla en Tataristán y Baskortostán. El destacamento de Kozhevnikov, formado principalmente de voluntarios de los distrotos postales y telegráficos de Kursk, Nizni Nóvgorod y Astracán, numeró inicialmente alrededor de 500 hombres. Para noviembre de 1918, su destacamento ya tenía 12,000 hombres y era conocido como el Ejército Rojo Partisano.
A inicios de diciembre de 1918, una orden fue enviada desde Moscú para redesplegar el Ejército Partisano a través de la estación de ferrocarril de  Bugulma al Frente del Sur y concentrarlo en el área de Novy Oskol en la provincia de Kursk. En enero de 1919, los destacamentos bajo el comando de Kozhevnikov numeraban más de 30,000 hombres, quienes lucharon en las batallas de Kupiansk, Starobilsk y Lugansk. Pronto, en la bases de estas fuerzas, el 13.º Ejército Rojo fue formado bajos las órdenes de Kozhevnikov. La mayoría del personal del ejército consistía de nativos de Tatarstan. En un telegrama, Yakov Sverdlov reportó en febrero de 1919: "En el ejército de Kozhevnikov hay más de 10,000 musulmanes".[cita requerida]Fue reemplazado por Anatoliy Gekker el 16 de abril como líder del 13.º Ejército. 
En 1920, Kozhevnikov sirvió en la Flotilla Militar del Volga-Caspio, como comisario del destacamento. En mayo de 1921, Kozhevnikov envió un emisario al Krai de Primorie para organizar el movimiento de guerrilleros. En 1922-1923, Kozhevnikov fue embajador en la República Popular Soviética de Bujará y en Lituania, y entre 1924 y 1926 trabajo en el  Comisariado del Pueblo de Correos y Telégrafos de la URSS.
La carrera de Kozhevnikov acabó en el 21 de enero de 1926, cuándo fue arrestado por el OGPU y enviado al campo de prisioneros de Solovkí. En Solovkí, había un campo para infractores juveniles (para los niños entre 12 y 16 años), del cual el prisionero Kozhevnikov se convirtió en el director. En 1931, Kozhevnikov huyó el campo, pero pronto fue atrapado y severamente golpeado. Fue examinado por una comisión de psiquiatras, la cual concluyó que Kozhevnikov estaba mentalmente paranoico. Después de que eso, Kozhevnikov fue llevado a Moscú y fue ejecutado por arma de fuego alrededor del 15 de abril de 1931.